# Stazione di Francoforte sul Meno Stadio
La stazione di Francoforte sul Meno Stadio (in tedesco Frankfurt am Main Stadion) è una stazione ferroviaria di Francoforte sul Meno, in Germania. Si trova in prossimità dello stadio di Francoforte, da cui prende il nome, ed è servita dai treni del servizio ferroviario suburbano di Francoforte. 

## Storia
La stazione fu aperta nel 1863 e si trovava sulla ferrovia che collegava Francoforte a Magonza. Si chiamava inizialmente Frankfurt-Goldstein, dal nome di un villaggio situato non lontano, anche se la stazione si trova in realtà nella foresta di Francoforte.
Nel 1879 vi fu collegata la ferrovia Francoforte-Mannheim; la stazione divenne così un importante snodo ferroviario.
Nel 1925 fu inaugurato lo stadio, situato nelle vicinanze della stazione. Inizialmente chiamato Stadion, nel 1935 fu rinominato Sportfeld in quanto il Partito nazista promuoveva l'adozione di termini di origine germanica (Stadion deriva dal greco antico). Nel 1937 la stazione fu rinominata Frankfurt Sportfeld per marcare la vicinanza con l'impianto. Solo nel 2005, per prendere le distanze dalle scelte linguistiche di epoca nazista, la stazione fu rinominata Frankfurt Stadion.
Tra il 1976 e il 1979 la stazione fu ampliata con la costruzione di due nuovi binari in occasione della creazione della linea ferrviaria che congiunge Francoforte con l'aeroporto. Un ulteriore potenziamento dell'infrastruttura è avvenuto in occasione del campionato mondiale di calcio 2006, di cui alcune partite si sono giocate a Francoforte.
È in programma la costruzione di ulteriori nuovi binari, in quanto la stazione sarà attraversata dalla nuova ferrovia ad alta velocità Francoforte-Mannheim, tuttora in fase di progettazione.

## Caratteristiche
Nella stazione si congiungono la ferrovia Magonza-Francoforte, la ferrovia Francoforte-Mannheim e il ramo del servizio ferroviario suburbano di Francoforte che porta all'aeroporto. È inoltre attraversata anche dal traffico della ferrovia Colonia-Francoforte, che si congiunge alla ferrovia da Magonza prima della stazione. È anche presente un raccordo di collegamento con la ferrovia Francoforte-Heidelberg.
Il fabbricato viaggiatori, su due piani e risalente al 1879, è protetto in quanto monumento storico.